# Nicolaevca, Leova
Nicolaevca este un sat din componența comunei Hănăsenii Noi din raionul Leova, Republica Moldova.

## Demografie

### Structura etnică
Structura etnică a localității conform recensământului populației din 2004:
| Grup etnic                                               | Populație | % Procentaj  |
| -------------------------------------------------------- | --------- | ------------ |
| Băștinași declarați Moldoveni Băștinași declarați Români | 59 1      | 96,72% 1,64% |
| Ucraineni                                                | 1         | 1,64%        |
| Total                                                    | 61        |              |